# Marlon Ganchozo
Marlon Javier Ganchozo Santana (nacido el 21 de febrero de 1991 en Vinces) es un futbolista ecuatoriano. Juega de mediocampista en el club Patria.

## Clubes
| Club               | País    | Periodo     | Liga PJ (G) | Sud. PJ (G) |
| ------------------ | ------- | ----------- | ----------- | ----------- |
| Alfaro Moreno      | Ecuador | 2006 - 2009 | 0 (0)       | - (-)       |
| LDU                | Ecuador | 2010-2011   | 56 (2)      | 1 (0)       |
| Rocafuerte FC      | Ecuador | 2012        | 4 (0)       | - (-)       |
| Halley             | Ecuador | 2012        | 4 (0)       | - (-)       |
| Patria             | Ecuador | 2013        | 24 (5)      | - (-)       |
| Liga de Portoviejo | Ecuador | 2014-       | 33 (4)      | - (-)       |
| Deportivo Quito    | Ecuador | 2015-2016   | 28 (3)      | - (-)       |
| Mushuc Runa        | Ecuador | 2016        | 9 (0)       | - (-)       |
| Patria             | Ecuador | 2017-       | 12 (0)      | - (-)       |

## Palmarés

### Copas nacionales
| Título                 | Club | País    | Año  |
| ---------------------- | ---- | ------- | ---- |
| Campeonato Ecuatoriano | LDU  | Ecuador | 2010 |